# Coconut Creek
Coconut Creek es una ciudad ubicada en el condado de Broward en el estado estadounidense de Florida. En el Censo de 2010 tenía una población de 52.909 habitantes y una densidad poblacional de 1.703,07 personas por km².  Tiene el apodo de Butterfly Capital of the World ("Capital mundial de las mariposas"), debido a que es la sede de la pajarera dedicada a cría y exhibición de mariposas más grande del mundo, el Butterfly World; con más de 80 diferentes especies y 5,000 mariposas.

## Geografía
Coconut Creek se encuentra ubicada en las coordenadas 26°16′45″N 80°11′5″O / 26.27917, -80.18472. Según la Oficina del Censo de los Estados Unidos, Coconut Creek tiene una superficie total de 31.07 km², de la cual 30.69 km² corresponden a tierra firme y (1.21%) 0.38 km² es agua.
La ciudad toma su nombre de los cocoteros que fueron plantados en el área por los primeros planificadores de la zona R.E. Bateman, uno de los planificadores, nombrado Coconut Creek después de combinar los nombres de Indian Creek una aldea del condado de Miami-Dade y de la barriada de Miami Coconut Grove.
Según las estimaciones del censo de los EE. UU. del 1 de julio de 2006, la ciudad tenía una población de 49,890. Coconut Creek es parte de South Florida metropolitan area, que aglutina a unas 5,463,857 personas.
La ciudad es una comunidad bien planeada con un sentido ambiental único que hay una abundancia de árboles, de canales, de caminos ajardinados atractivos, de parques hermosos, y de jardines de las mariposas en los vecindarios. Esto es debido a los progresivos planeamientos de la ciudad enfocados en crear una forma de vida única para los residentes y los negocios. Coconut Creek es la primera localidad en el estado de la Florida y la undécima en el país que se certifica como "Community Wildlife Habitat." 
Coconut Creek está adyacente a la depuradora de aguas fecales "North Broward County Resource Recovery and Central Disposal Sanitary Landfill", conocida familiarmente como "Monte Trashmore" la cual ha emitido durante un largo periodo de tiempo gran cantidad de olores asquerosos al aire de la ciudad.

## Demografía
Según el censo de 2010, había 52.909 personas residiendo en Coconut Creek. La densidad de población era de 1.703,07 hab./km². De los 52.909 habitantes, Coconut Creek estaba compuesto por el 75.28% blancos, el 13.71% eran afroamericanos, el 0.14% eran amerindios, el 3.81% eran asiáticos, el 0.03% eran isleños del Pacífico, el 4.01% eran de otras razas y el 3.01% pertenecían a dos o más razas. 

## Educación
Coconut Creek está servido por 7 escuelas públicas administradas por el  Broward County Public Schools.
Escuelas Elementales
- Coconut Creek Elementary
- Tradewinds Elementary
- Winston Park Elementary

Escuelas Medias
- Lyons Creek Middle School

Escuelas Superiores
- Atlantic Technical Center Technical High School
- Coconut Creek High School
- Monarch High School
- North Broward Preparatory High School

## Puntos de interés
- Butterfly World
- The Promenade at Coconut Creek
- Seminole Casino Coconut Creek
- Tradewinds Park
- Sabal Pines Park
- Coconut Creek Community Center
- Coconut Creek Recreation Complex
- American Top Team

## Residentes notables
- Jana Bieger, gimnasta
- Dustin Poirier, peleador peso ligero de la UFC
- Thiago Alves, peleador de la UFC
- Wilson Gouveia, peleador de la UFC
- Hector Lombard, Bellator Campeón de Pesos Medios
- Paula DaSilva, corredor del equipo  Hell's Kitchen
- Robbie Lawler campeón ufc peso wélter